# Eckley
Eckley é uma cidade  localizada no estado americano de Colorado, no Condado de Yuma.

## Demografia
Segundo o censo americano de 2000, a sua população era de 278 habitantes.
Em 2006, foi estimada uma população de 273, um decréscimo de 5 (-1.8%).

## Geografia
De acordo com o United States Census Bureau tem uma área de
1,2 km², dos quais 1,2 km² cobertos por terra e 0,0 km² cobertos por água. Eckley localiza-se a aproximadamente 1191 m acima do nível do mar.

## Localidades na vizinhança
O diagrama seguinte representa as localidades num raio de 56 km ao redor de Eckley.